# Travail d'Arabe
Pour les articles homonymes, voir Arab Labor.
Pour plus de détails, voir Fiche technique et Distribution.
Travail d'Arabe est un film français de Christian Philibert, sorti en 2003.

## Synopsis
Momo est un ouvrier maghrébin qui vient de faire un séjour en prison. Il tente de retrouver une vie normale dans un petit village de Provence : un des habitants va l'y aider, de manière inattendue…

## Fiche technique
- Titre français : Travail d'Arabe
- Réalisation : Christian Philibert
- Scénario : Christian Philibert et Yamina Guebli
- Photographie : Gilles Porte
- Musique : Michel Korb
- Production : Robert Boner et Didier Haudepin
- Pays d'origine :  France
- Langue originale : français
- Genre : comédie
- Durée : 88 minutes
- Date de sortie : 
  - France : 9 juillet 2003

## Distribution
- Mohamed Metina : Momo
- Cyril Lecomte : Gilou
- Jacques Bastide : Jacques Chevalier, l'expert
- Jeanne Dhivers : Madame Leguay
- Didier Becchetti : Petit Gutti
- Jean-Marc Minéo : Grand Gutti
- Luc Palun : le fils de Mme Leguay
- Anne-Marie Pisani : la conseillère
- Augustin Legrand
- Marcia Lima: petite copine de Momo